# Верхня Сілезія

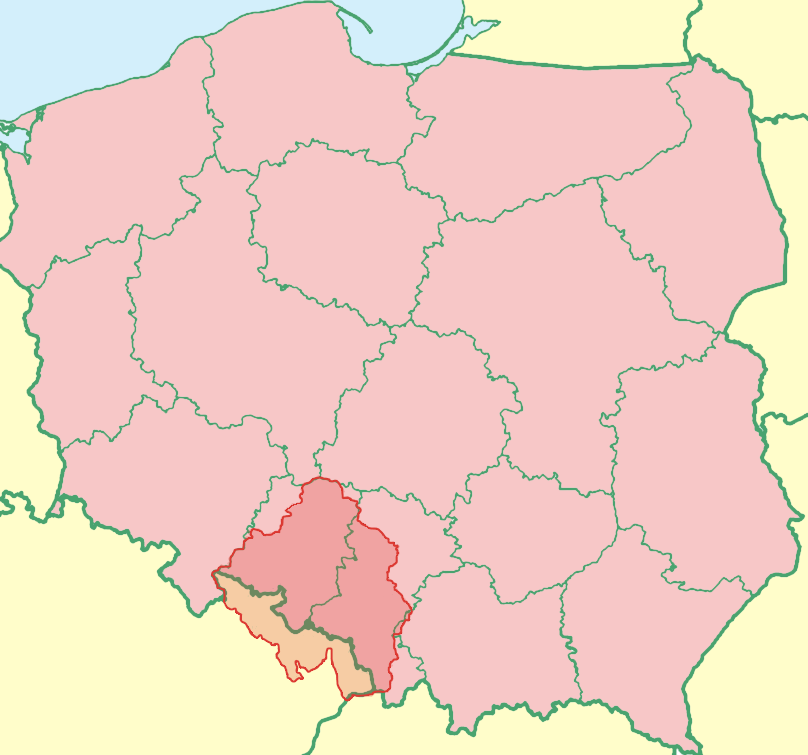
Верхня Сілезія

50°26′02″ пн. ш. 18°01′57″ сх. д. / 50.433843° пн. ш. 18.032375° сх. д.

Верхня Сілезія (чеськ. Horní Slezsko; нім. Oberschlesien [ˈoːbɐˌʃleːzi̯ən] ( прослухати); сіл. нім. Oberschläsing; лат. Silesia Superior; пол. Górny Śląsk [ˈɡurnɘ ˈɕlɔw̃sk] ( прослухати); Сілезька: Gůrny Ślůnsk, Gōrny Ślōnsk) — південно-східна частина історичного й географічного регіону Сілезія; Нижня Сілезія знаходиться на північному заході. Весь час Верхня Сілезія була під контролем Польщі, Богемії, Австрії, Пруссії і Німеччини. Нині поділена між Польщею (Опольське воєводство та Сілезьке воєводство) і Чехією (Чеська Сілезія або Мораво-Сілезький край).
Верхня Сілезія розташована на Сілезькій височині, між верхів'ями річок Одри та Вісли. Загальне населення Верхньосілезького промислового району становить 3 487 000 осіб.
Опольська Сілезія, Тешинська Сілезія й Австрійська Сілезія — історичні частини Верхньої Сілезії.

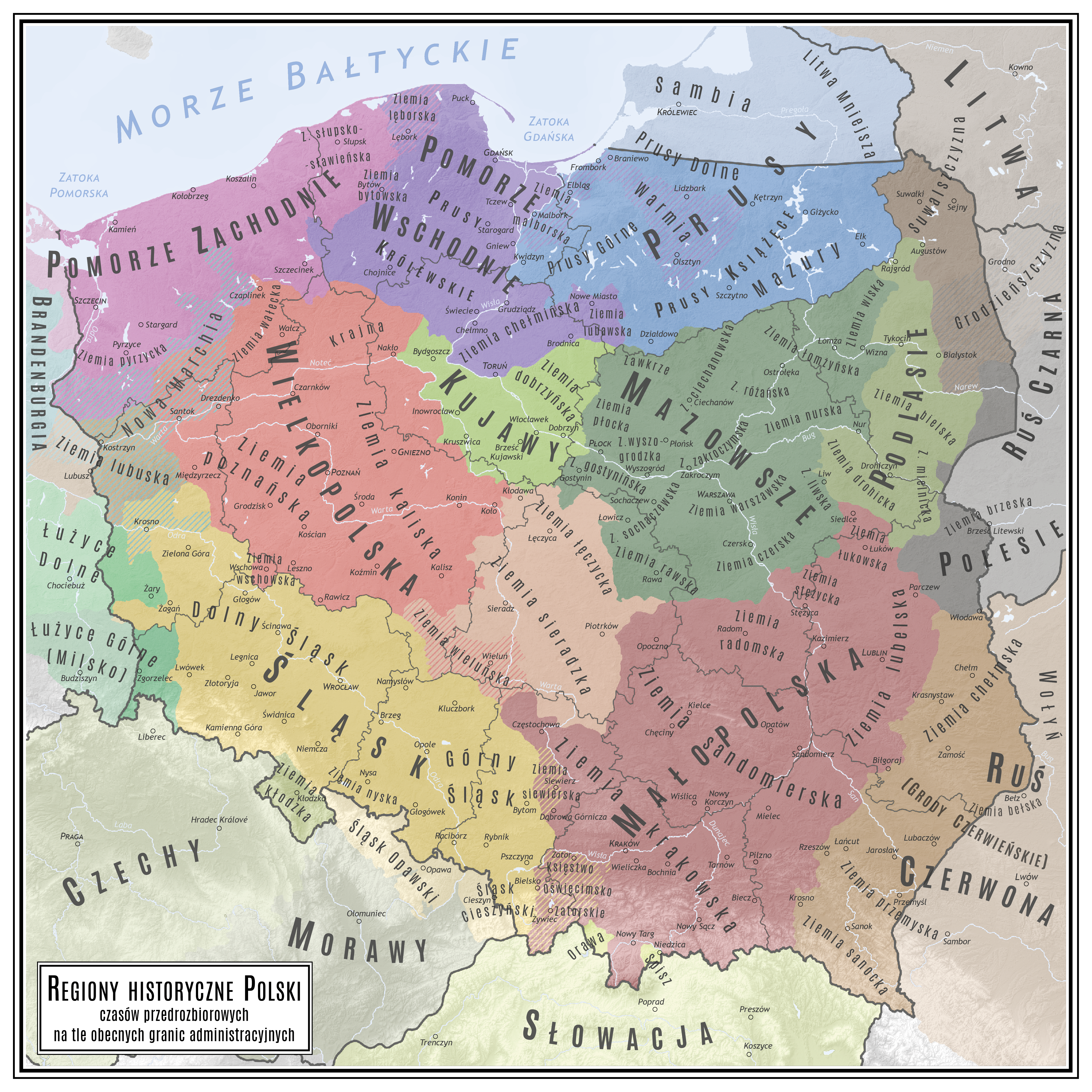
Верхня Сілезія та інші історичні землі Польщі на тлі сучасних адміністративних кордонів

## Історія

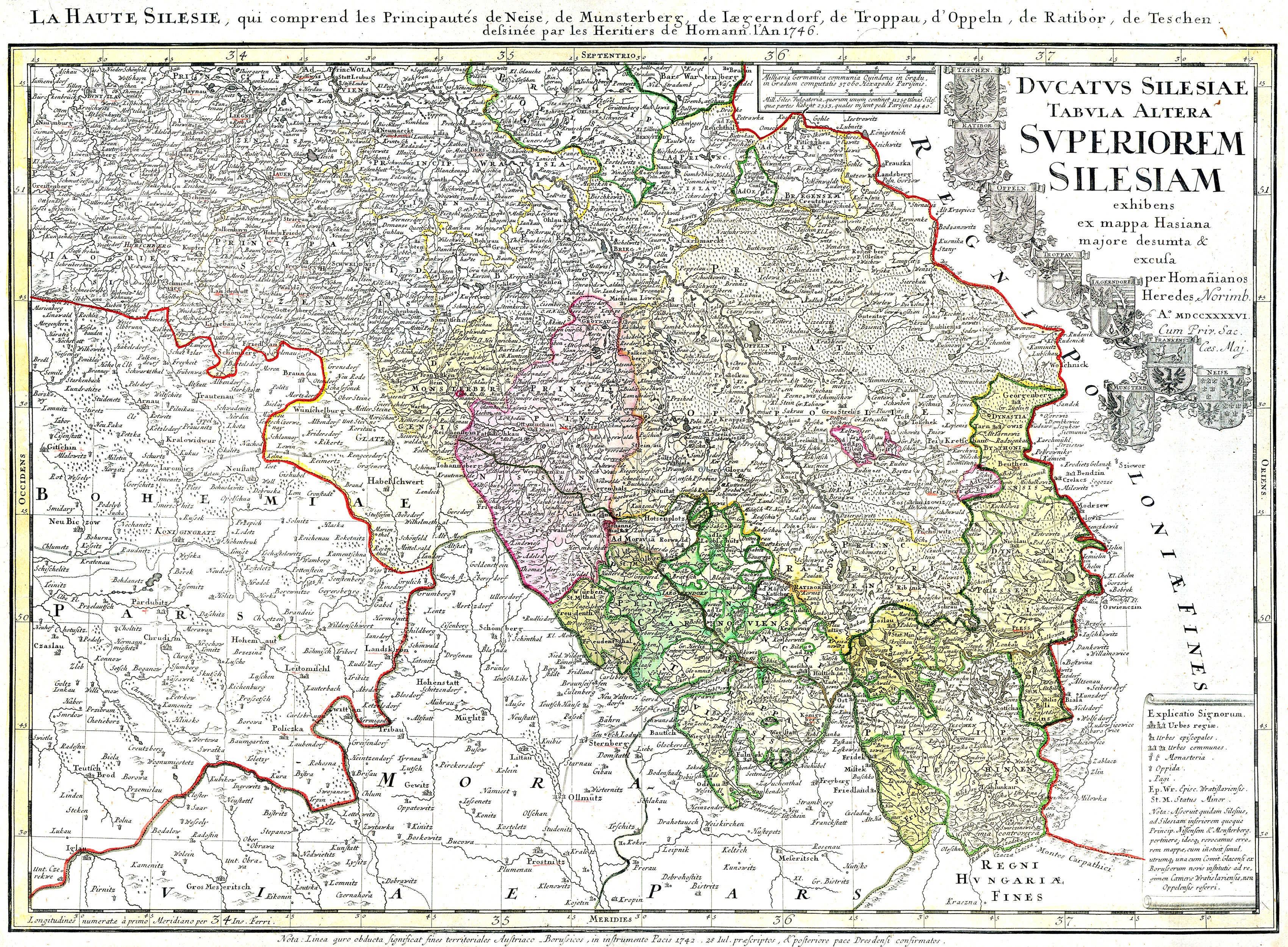
Мапа Верхньої Сілезії, 1746 р.

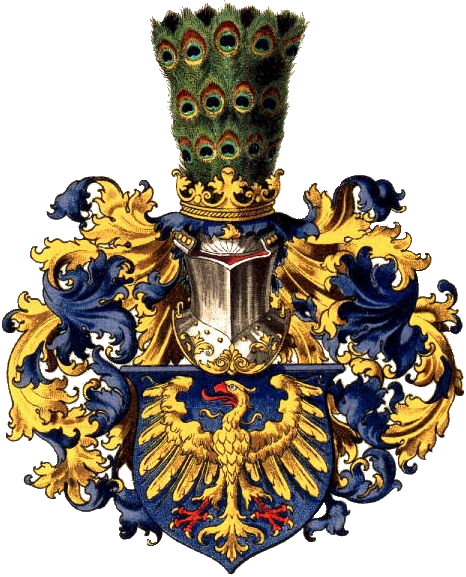
Герб Верхньої Сілезії у XIX сторіччі

За часів Святополка I й короля Арнульфа Каринтійського в IX сторіччі Сілезія була частиною Великої Моравії, а після її падіння, на початку X сторіччя, Сілезію завоювала Богемія.
Невдовзі Верхню Сілезію завоювали польські князі й вона стала частиною Польщі. У 1335 році Сілезія повернулася під владу Богемії. Багато міст знищили монголи, але їх відновили. У 1300-х роках притік поселенців до Верхньої Сілезії припинився через чуму. Латина, чеська й німецька мови використовувалися в містах і містечках, і тільки з 1550-х, часів Реформації, з'являються записи з польськими іменами. Велика кількість сілезців стали протестантами, коли вся Верхня Сілезія належала Гогенцоллернам Бранденбург-Ансбах. За часів Габсбурзької династії відбулося повернення до католицизму, що запроваджувався єзуїтами.
Нижня Сілезія і більша частина Верхньої Сілезії стали частиною Пруссії у 1742 році, протягом Першої Сілезької війни. Незначна частина залишилася в межах Богемської корони під керуванням Габсбургів як князівство Верхньої і Нижньої Сілезії, або Австрійська Сілезія.
У XIX сторіччі Верхня Сілезія стала промисловою областю завдяки багатим покладам вугілля і залізної руди.
У 1919 році, після Першої світової війни, східна частина, більшістю населення у якій були етнічні поляки, відійшла до Польщі як Автономне Сілезьке Воєводство, тоді як західна частина, більшість населення у якій була німецькомовною, залишилась за Німеччиною як Провінція Верхня Сілезія. З 1919—1921 років відбулося три Сілезьких повстання в польськомовній частині Верхньої Сілезії. Під час Верхньосілезького плебісциту 60 % голосів було подано проти з'єднання з Польщею.
Після 1945 року майже вся Верхня Сілезія стала частиною Польщі. Більшість німецькомовного населення була депортована відповідно до рішень Потсдамської конференції. Ця програма депортації також включала німецькомовних мешканців Нижньої Сілезії, Східної Померанії, Данцигу й Східної Пруссії. Ці німецькі вигнанці були транспортовані до сучасної Німеччини (зокрема, до колишньої Східної Німеччини) і були замінені поляками, більшість з колишніх польських провінцій, анексованих СРСР на сході. Незначна частина Верхньої Сілезії відійшла до Чехословаччини як Чеська Сілезія.
Депортація німецькомовних мешканців повністю не виключила присутність населення, яке вважало себе німцями. Верхня Сілезія в 1945 році мала значну кількість двомовного населення, яке розмовляло як німецькою мовою, так і польськими говірками, із достатнім знанням польської мови для того, щоб залишитися в області. З падінням комунізму й приєднанням Польщі до Євросоюзу у Верхній Сілезії німців виявилось достатньо, щоб польський уряд визнав їх меншиною у Верхній Сілезії.